# نزيه أبو نضال
غطاس جميل صويص واسمه الحركي نزيه أبو نضال (20 يناير 1943 – 21 أبريل 2025) هو صحافي وأديب وناقد ومناضل أردني، انضم لحركة فتح واتخذ الاسم الحركي نزيه أبو نضال.

## سيرة
ولد أبو نضال في عمان لعائلة مسيحية أصلها من الفحيص في العام 1943؛ تأثر بافكار حركة القوميين العرب وأصبح عضوًا منظمًا في المرحلة المدرسية، انتقل إلى القاهرة لاتمام المرحلة الجامعية وانقطع عن الدراسة في السنة الرابعة ليلتحق بصفوف الفدائيين في قوات العاصفة بعد هزيمة 1967.
أكمل دراسته وحصل على البكالوريوس في الآداب من جامعة القاهرة سنة 1972، ثم شهادة دبلوم الدراسات العليا في اللغة العربية وآدابها من جامعة بيروت العربية سنة 1978.
تزوج من نينا الجدع التي تعود أصولها من حيفا وكانت تعمل في الجامعة الأمريكية في بيروت والتي كانت أيضًا تعمل في الخلايا السياسية للمقاومة الفلسطينية. ربطت نزيه علاقات نسب بكوادر المقاومة إذ تزوجت شقيقته إخلاص أبو خالد جورج - الذي قضى على جبل صنين مقاتلا مع كتيبة الجرمق- وهو شقيق منير شفيق وسميرة عسل (زوجة ناجي علوش).

## عمله العسكري والسياسي
انتقل أبو نضال من القاهرة إلى دمشق حيث التقى عاطف أبو بكر ثم فاروق القدومي وسعيد المزين. وبدأ تدريبه العسكري في معسكر الهامة حيث التقى أبو علي إياد وأبو عمار. تدرج في التدريب حتى أصبح مدربًا، وقائد معسكر ثم انتقل إلى العمل السياسي لأسباب صحية؛ فعمل مفوضا سياسيا وكان ممن أصدروا جريدة فتح مع ماجد أبو شرار وحنا مقبل؛ وعمل محررًا ورئيس تحرير في «فلسطين الثورة» و«الهدف» و«نضال الشعب»؛ بالإضافة إلى عمله في إذاعة الثورة خلال المجابهات العسكرية في لبنان.
يعدّ نزيه من يسار حركة فتح، وكان ممن رفضوا التسوية وبرنامج النقاط العشر. تنقل بين العواصم العربية فقضى في القاهرة خمس سنوات، وعشر سنوات في بيروت، وعشر سنوات في دمشق؛ غادر بيروت مع المقاومة الفلسطينية عام 1982.

## أعماله
بالإضافة إلى كتابته في إعلام المقاومة الفلسطينية وكتابة النشيد الوطني لحركة فتح (بلادي بلادي بلادي فتح ثورة عالأعادي)، أصدر أكثر من 25 كتابا في الأدب والنقد والدراسات السياسية الفكرية ومنها:
- من أوراق ثورة مغدورة، مذكرات سردية ونقدية لمرحلة العمل الفدائي وحركة فتح وحاوره فيها زياد منى
- جدل الشعر والثورة[14]
- مذكرات أبو إبراهيم الكبير
- غالب هلسا وببليوغرافيا مصادره الكتابية
- شهادات روائية على زمن التحولات والانكسارات
- في مواجهة عقلية التسوية
- المثقفون في التجربة
- الثقافة العربية الفلسطينية في المواجهة
- الكاشف الفلسطيني
- معجم أدباء وكتاب فلسطين (6 أجزاء بالاشتراك مع عبد الفتاح القلقيلي)
- التحولات في الرواية العربية[15]
- أدب السجون[16]
- الشعر الفلسطيني المقاتل
- عبقرية البساطة، الشيخ امام واحمد فؤاد نجم
- تمرد الأنثى[17]

## روابط مهنية
تسلم أبو نضال مسؤوليات ومهامًا وعضويات ومنها:
- رئيس اتحاد الكتاب والصحفيين الفلسطينيين في لبنان 1974-1982
- عضو لجنة الدفاع عن الحريات الديمقراطية في الأردن 1980-1990
- عضو رابطة الكتاب الأردنيين. منذ 1991
- مدير عام الاتحاد العام للأدباء والكتاب العرب، عمان، 1993-1996
- مقرر اللجنة العربية لمقاومة التطبيع الثقافي، في اتحاد الكتاب العرب، 1994 - 1996
- عضو مؤسس ورئيس منتدى الفحيص الثقافي 1994-1995
- عضو لجنة العضوية في رابطة الكتاب الأردنيين
- عضو لجنة معجم أدباء الأردن، 2005
- عضو لجنة معجم الفنانين الأردنيين،2007 - 2008[18]

## العودة للوطن
عاد إلى عمان في مطلع التسعينات وانخرط في المشهد الثقافي إلا أن مواقفه السياسية وتاريخه حالا دون أن يشغل أي موقع رسمي.

## تكريم وجوائز
أعد أعمال درامية منها «ابن المقفع»، و«أبو ذر الغفاري» وكتب مسلسلات إذاعية متنوعة ونال جوائز عديدة منها:
- فاز في مهرجانات الإذاعات العريبة في مصر وتونس بـ6 ميداليات ذهبية وفضية وبرونزية
- جائزة غالب هلسا للإبداع الثقافي، التي تمنحها رابطة الكتاب الأردنيين، 1993
- الميدالية الذهبية لمهرجان البرامج الإذاعية والتلفزيونية، عن برنامج «حكايات أردنية» دراما عن قصة نفس تنباك لخليل السواحري – القاهرة، 1998
- لجائزة الفضية لمهرجان اتحاد إذاعات الدول العربية - تونس الدراما الإذاعية، عن قصة بائع الانتيكة لسحر ملص، 2001.
- الميدالية البرونزية لمهرجان البرامج الإذاعية والتلفزيونية - القاهرة، مسلسل عن رواية جمعة القفاري لمؤنس الرزاز، 2003[20]

## وفاته
نعاه الاتحاد العام للكتّاب والأدباء الفلسطينيين حيث تُوفي يوم الاثنين الموافق 21 أبريل 2025.